# تئاتر پیکدیلی
تئاتر پیکدیلی (انگلیسی: Piccadilly Theatre) یک سالن نمایش در لندن، انگلستان است.
این سالن تئاتر که در خیابان دنمن قرار دارد در سال ۱۹۲۸ میلادی تأسیس شده و جزئی از تئاتر وست اند محسوب می‌شود. تئاتر پیکدیلی دارای ۱٬۲۳۲ نفر ظرفیت می‌باشد.